# Karel Rolsberg
Karel Rolsberg, uváděn též jako Karl Borromäus Ferdinand Putz von Rolsberg (18. října 1852 Litultovice – 12. ledna 1921 Litultovice), byl rakouský a český šlechtic, statkář a politik, na konci 19. a počátku 20. století poslanec Říšské rady.

## Biografie
Byl šlechtického rodu s titulem barona. Sídlil na statku v Litultovicích, který jeho předek Maxmilián Rolsberg koupil roku 1772. Byl zároveň jediným představitelem šlechty v tehdejším Slezsku, který se hlásil k českému politickému táboru a národnosti. Roku 1896 byl zvolen prvním předsedou Ústřední hospodářské společnosti. Byl též starostou Litultovic.
Na konci 19. století se zapojil i do celostátní politiky. Ve volbách do Říšské rady roku 1891 se stal poslancem Říšské rady za kurii venkovských obcí, obvod Opava, Bílovec atd. Tehdy se uvádí jako konservativec, přičemž ho volili i etničtí Češi. Do vídeňského parlamentu se znovu vrátil ve volbách do Říšské rady roku 1907, konaných poprvé podle všeobecného a rovného volebního práva, kdy uspěl za obvod Slezsko 11. Usedl do poslanecké frakce Klub českých agrárníků. Ve volbách v roce 1907 byl jediným zvoleným etnicky českým poslancem za Slezsko. V průběhu volebního období se ovšem dostal do rozporu s vedením agrární strany a po zbytek svého mandátu působil v pozadí a stáhl se z veřejných funkcí.
Zemřel v roce 1921 na svém statku v Litultovicích.